# Gennaro Carissimo
Gennaro Carissimo (Foiano di Val Fortore, 26 dicembre 1846 – Roma, 20 gennaio 1927) è stato un magistrato, imprenditore e politico italiano.
Discendente del ramo beneventano dei Carissimo, genero del Senatore Tomaso Martini, si laurea nel 1866 in giurisprudenza ed entra in magistratura, dove rimane per dieci anni. Dal 1880 si dedica alle attività di famiglia e si stabilisce ad Oria, dove si impegna nell'amministrazione della città scelta a sua seconda patria. Promuove l'agricoltura, sviluppando in tutta la regione la coltivazione intensiva.  Promuove l'edilizia, la viabilità e l'igiene urbana, e si adopera con grande impegno per rimediare alle conseguenze del ciclone che sconvolge la regione nel 1897.